# Cornelia Sorabji

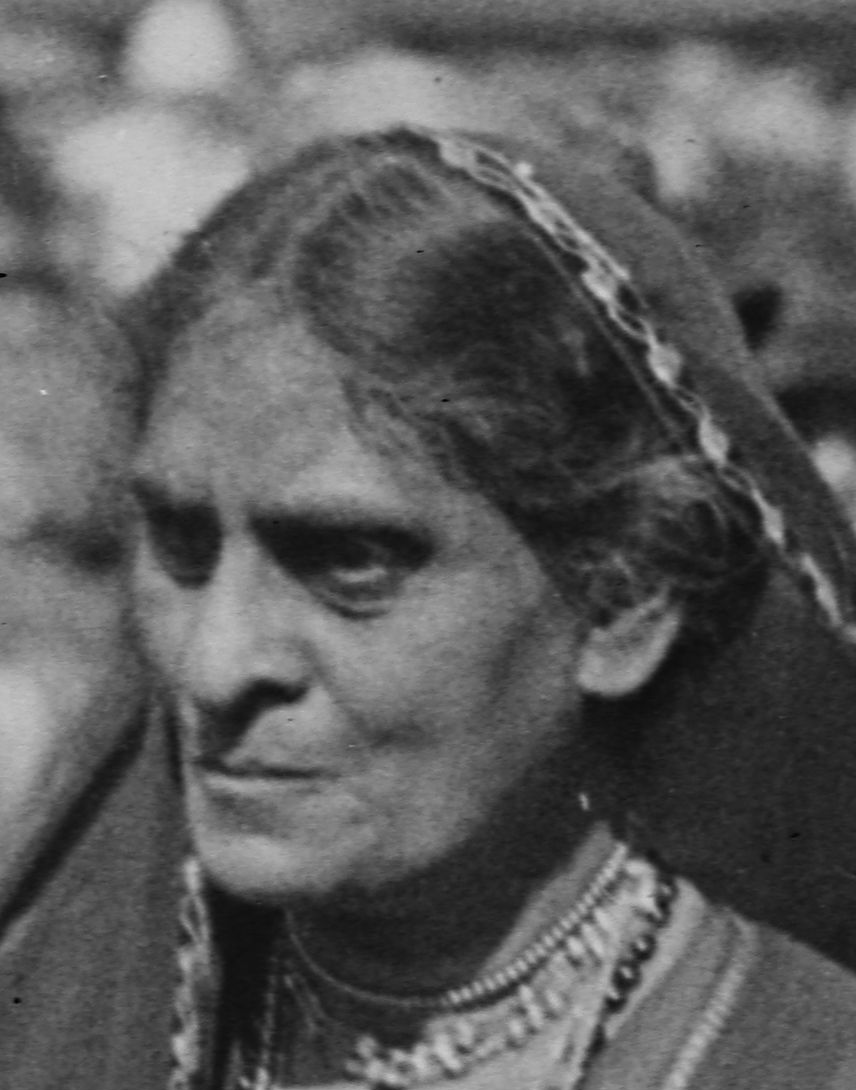
Cornelia Sorabji (1924)

Cornelia Sorabji (ur. 15 listopada 1866 w Nashik, zm. 6 lipca 1954 w Londynie) – indyjska pisarka i działaczka społeczna.
Była córką anglikańskiego duchownego, konwertyty z zaratusztrianizmu, Sorabji Kharsedji Langrana i Fransciny Santyi, wychowanej w brytyjskiej rodzinie. Uczyła się w Nashik, a także w Punie. Dzięki bardzo dobrym wynikom w nauce uzyskała stypendium umożliwiające studia prawnicze na Uniwersytecie Oksfordzkim. Po ich ukończeniu nie podjęła jednak pracy w zawodzie. Do Indii powróciła w 1894. Dzięki osobistym staraniom podjęła pracę rządowego doradcy prawnego przy sądzie opiekuńczym. Zajmowała się problemami wdów i kobiet zamężnych z Bengalu, Biharu, Orisy i Assamu. Stworzyła Ligę Służby Społecznej, działała również na rzecz podniesienia wieku pełnoletniości młodych kobiet, poprawy sytuacji matek oraz zakazu małżeństw dzieci.
Znana z niechęci do indyjskiego ruchu niepodległościowego, krytykowała działalność Mahatmy Gandhiego i aktywnie wspierała rządy brytyjskie. Pod koniec życia wycofała się zarówno z działalności społecznej, jak i literackiej. Zmarła po długiej chorobie.

## Wybrane publikacje
- Love and Life Behind the Purdah (1901)[4]
- Sun-babies: Studies in the Child life of India (1904) i Sun-babies (1920)[5]
- Between the Twilights: Being Studies of Indian Women by One of Themselves (1908)
- Indian Tales of the Great Ones Among Men, Women and Bird-People (1916)
- The Purdahnashin (1917)
- Therefore (1924)[6]
- Gold Mohur: Time to Remember (1930)
- India Calling (1934)
- India Recalled (1936)